# Lamkabu
Lamkabu is een bestuurslaag in het regentschap Pidie van de provincie Atjeh, Indonesië. Lamkabu telt 264 inwoners (volkstelling 2010).